# Untere Konjunktion

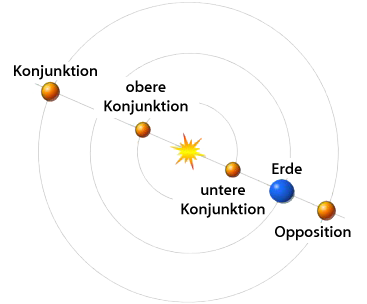
Konjunktionen

Als untere Konjunktion bezeichnet man jenes Himmelsereignis, bei dem sich ein innerer Planet im Laufe seiner Bahnbewegung zwischen dem Beobachter und der Sonne durchbewegt. Er zeigt dem Beobachter dann seine unbeleuchtete Seite (ähnlich wie bei Neumond) und zieht, meist unbeobachtbar, nördlich oder südlich der Sonne vorbei. 
Bezüglich der Erde gibt es nur zwei innere Planeten – den Merkur und die Venus. Wegen unterschiedlicher Bahnneigungen zur Erde kommt es nur selten zu einem direkten Vorübergang des Planeten vor der Sonnenscheibe: Merkurdurchgänge etwa jedes Jahrzehnt, Venusdurchgänge maximal zwei pro Jahrhundert.
Die Astronomen definieren als untere Konjunktion jenen Zeitpunkt, in dem der Planet dieselbe ekliptikale Länge wie die Sonne hat, was etwa dem Moment der geringsten Winkeldistanz entspricht. 
Bei dem erdnächsten Nachbarplaneten Venus kann der Vorbeizug bis zu 9,5 Grad nördlich oder südlich der Sonne erfolgen. Theoretisch zeigt der Planet dann eine äußerst schmale Sichelform, die aber durch die Lichtbrechung in der dichten Venusatmosphäre verbreitert wird (siehe auch Dichotomie). Weil daher die zur Erde gewandte Seite der Venus nicht völlig unbeleuchtet ist, kann sie in einem guten Teleskop für einige Tage sowohl am Morgen- als auch am Abendhimmel zu sehen sein.
Findet eine untere Konjunktion in der Nähe der Bahnknoten der Merkur- oder Venusbahn statt, so können bei diesem Ereignis Merkur oder Venus vor der Sonnenscheibe vorbeiziehen; es kommt zu einem so genannten Merkur- bzw. Venusdurchgang. Hierbei ist es möglich, sie mit geeigneten Sonnenbeobachtungs-Instrumenten als kleine, tiefschwarze Scheibchen zu beobachten, die von Ost nach West vor der Sonne vorbeiwandern.